# Edmé Boursault
Edmé Boursault, francoski dramatik in pisatelj, * oktober 1638, † 15. september 1701.